# Sigurd Hoel
Sigurd Hoel (ur. 14 grudnia 1890 w Nord-Ordal, zm. 14 października 1960 w Oslo) – pisarz i wydawca norweski.

## Życie i działalność
Był synem nauczyciela Larsa Antona i Elisy Dorothei Hoel. Dorastał w Odalen (Telemark), szkołę średnią ukończył w Kristianii (dziś Oslo) w 1909 r. Przez rok pracował jako sprzedawca ubezpieczeń. Jesienią 1910 r. podjął studia pedagogiczne i literackie na Uniwersytecie w Oslo. Początkowo utrzymywał się z udzielania korepetycji, od 1913 r. pracował w szkole średniej Ragny Nielsen w Oslo.
W czasie studiów redagował kulturalno-społeczny periodyk „Minerva”, w którym zamieszczał m.in. swoje recenzje sztuk teatralnych. W 1918 r. napisane przez niego opowiadanie Idiota wygrało konkurs literacki. Młodego obiecującego krytyka zatrudniło czasopismo Socialdemokraten. W 1920 r. Hoel wspólnie z Finnem Bø napisał komedię Den Endes Død, która nie okazała się jednak sukcesem. W tym samym roku Harald Grieg i Erling Falk, młodzi literaci podzielający lewicowe poglądy Hoela, zaoferowali mu posadę konsultanta literackiego w wydawnictwie Gyldendal i wydawcy socjaldemokratycznego pisma Mot Dag.
Prozatorski debiut Sigurda Hoela to rok 1922 i wydanie zbioru nowel Veien vi gaar. Dwa lata później opublikował powieść Syvstjernen. W latach dwudziestych pisarz podróżował po Europie, głównie do Paryża i Berlina, gdzie m.in. studiował dzieła tamtejszych socjalistów. W latach 1934–1939 współpracował z magazynem Zeitschrift für Politische Psychlogie und Sexualökonomie redagowanym przez Wilhelma Reicha, uchodźcę z nazistowskich Niemiec. Zamieszczony w czasopiśmie esej krytykujący procesy i czystki w Związku Radzieckim stał się główną przyczyną rozłamu wśród norweskich komunistów i socjalistów na popierających działania Stalina i potępiających je.
Podczas drugiej wojny światowej pisarz współpracował z norweskim ruchem oporu m.in. pisząc artykuły do podziemnej prasy. W 1943 r., zagrożony aresztowaniem, uciekł z żoną do neutralnej Szwecji, gdzie przebywał przez dwa lata. Po wojnie działał w założonym w 1952 r. norweskim Związku Pisarzy (Forfatterforeningen), a w latach 1956–1959 przewodniczył radzie Rismålforbundet prowadzącej kampanię na rzecz odmiany języka norweskigo nazywanej riksmål. Zmarł w 1960 r. na atak serca.
Był dwukrotnie żonaty, w latach 1927–1936 z Caroline Schweigaard Nicolaysen (Nic Waal) lekarką o specjalnościach psycholog i psychiatra, a od 1936 r. z Adą Ivan.

## Charakterystyka dzieł literackich
We wczesnych książkach Sigurda Hoela widoczna jest inspiracja teorią psychoanalizy Zygmunta Freuda. W pochodzącej z tego okresu powieści Veien til verdens ende (Droga na koniec świata) z 1933 r. świat oglądany jest oczami dziecka z wiejskiej rodziny. Wśród jego doświadczeń znajdują się choroby bliskich, śmierć i narodziny – graniczne wydarzenia życia człowieka, niepoznawalne, a przez to groźne i zarazem fascynujące. Inna znana powieść Hoela Mote ved milepolen (Spotkanie u milowego słupa) z 1947 r., zawierająca wątki autobiograficzne, opisuje różne postawy Norwegów podczas wojny od czynnego oporu, przez zwykłą chęć przetrwania po kolaborację z okupantem i odnosi się do problemu powojennych rozliczeń. Natomiast powieść Trolleringen (Zaklęty krąg) z 1956 r. portretuje odchodzącą w przeszłość rzeczywistość norweskich wsi i małych miasteczek.

## Przekłady i działalność edytorska
W latach 1929–1959 Sigurd Hoel był redaktorem i konsultantem merytorycznym „Gule Serie” (Złotej Serii) ukazującej się w wydawnictwie Gyldendal klasyki światowej literatury. Pisał też przedmowy do tych dzieł, a niektóre z nich sam przełożył m.in. Jądro ciemności i Lorda Jima Josepha Conrada czy Światłość w sierpniu Williama Faulknera.

## Twórczość
- Knut Hamsun – esej biograficzny (1920)
- Veien vi gaar – opowiadania/nowele (1922)
- Syvstjernen – powieść (1924)
- Syndere i sommersol – powieść (1927)
- Ingeting – powieść (1929)
- Mot muren – dramat (1930)
- Don Juan – dramat (1930) wspólnie z Helge Krog
- En dag i oktober – powieść (1931), wyd. pol., Pewnego dnia w październiku, przeł. Józef Giebułtowicz, Wydawnictwo Poznańskie, Poznań 1969
- Veien til verdens ende – powieść (1933), wyd. pol., Droga na koniec świata, przeł. Beata Hłasko, Wydawnictwo Poznańskie, Poznań 1962
- Fjorten dager før frostnettene – powieść (1935)
- Sesam sesam – powieść (1938)
- Prinsessen på glassberget – opowiadania/nowele (1939)
- 50 gule – wybór artykułów (1939)
- Arvestålet – powieść (1941)
- Tanker i mærketid – eseje (1945)
- Mote med milepolen – powieść (1947), wyd. pol. Spotkanie u milowego słupa, przeł. Beata Hłasko, Wydawnictwo Poznańskie, Poznań 1979.
- Tanker fra mange tider – eseje (1948)
- Jeg er blitt glad i en annen – powieść (1951)
- Tanker mellom baker og veden – eseje (1952)
- Stevnemøte med glemte år – powieść (1954)
- Tanker om norsk dikting – eseje (1955)
- Ved foten av Babels tårn – powieść (1956)
- Trollringen – powieść (1956), wyd. pol. Zaklęty krąg, przeł. Beata Hłasko, Wydawnictwo Poznańskie, Poznań 1979.
- De siste 51 gule – artykuły (1959)

Na język polski przełożono również nowelę Morderca (Morderen), którą zamieszczono w zbiorze Tam, gdzie fiordy. Antologia nowel i opowiadań norweskich, pod red. J. Giebułtowicza, Wydawnictwo Poznańskie, Poznań 1974.
Wydane pośmiertnie
- Ettertanker – eseje (1980) wybór Leif Longum
- Litterære essays – eseje (1990) wybór Helge Nordahl